# Eudiaptomus arnoldi
Eudiaptomus arnoldi is een eenoogkreeftjessoort uit de familie van de Diaptomidae. De wetenschappelijke naam van de soort is voor het eerst geldig gepubliceerd in 1928 door Siewerth.